# Aleksander Winiarski (podpułkownik)
Aleksander Winiarski, ps. „Zemsta” (ur. 26 lutego 1890 w Brodach, zm. ?) – podpułkownik łączności Wojska Polskiego, działacz niepodległościowy, kawaler Orderu Virtuti Militari.

## Życiorys
Urodził się 26 lutego 1890 w Brodach, w rodzinie Antoniego i Joanny Ludwiki z Łomnickich. Należał do V Polskiej Drużyny Strzeleckiej w Czortkowie. Odbył służbę w c. i k. armii oraz ćwiczenia w rezerwie tuż przed I wojną światową. Przez sześć lat pełnił służbę pocztowo-telegraficzną. 3 sierpnia 1914 w Krakowie został wcielony do Oddziału Telefonicznego Oddziałów Strzeleckich. Następnie służył w oddziale telefonicznym jednego z pułków piechoty I Brygady Legionów Polskich . 1 marca został wcielony do cesarskiej i królewskiej Armii. Do 1 listopada 1918 służył w c. i k. Pułku Piechoty Nr 56.
15 lipca 1919 jako podoficer byłych Legionów Polskich został mianowany z dniem 1 czerwca 1919 podporucznikiem w służbie łączności. Służył wówczas w baonie telegraficznym Dowództwa Okręgu Generalnego Warszawa. W 1920, w czasie wojny z bolszewikami dowodził kompanią telegraficzną ciężką nr I. 1 czerwca 1921, w stopniu porucznika, pełnił służbę w kompanii telegraficznej lokalnej DOGen. Warszawa, a jego oddziałem macierzystym był I baon zapasowy telegraficzny. 3 maja 1922 został zweryfikowany w stopniu kapitana ze starszeństwem z dniem 1 czerwca 1919 i 87. lokatą w korpusie oficerów łączności, a jego oddziałem macierzystym był 1 pułk łączności. W latach 1923–1924 był przydzielony z macierzystego pułku do Szefostwa Łączności Dowództwa Okręgu Korpusu Nr I w Warszawie. Później został przeniesiony do pułku radiotelegraficznego w Warszawie i przydzielony do 1 Okręgowego Szefostwa Łączności. 18 lutego 1928 został awansowany na majora ze starszeństwem z dniem 1 stycznia 1928 i 13. lokatą w korpusie oficerów łączności. W lipcu 1929 został przydzielony do 21 Dywizji Piechoty Górskiej w Bielsku na Śląsku na stanowisko szefa łączności. Na stopień podpułkownika został awansowany ze starszeństwem z dniem 19 marca 1939 i 2. lokatą w korpusie oficerów łączności, grupa techniczna. W marcu 1939 pełnił służbę w Kierownictwie Zaopatrzenia Wojsk Łączności w Warszawie na stanowisku kierownika referatu odbioru i nadzoru technicznego.
W czasie kampanii wrześniowej walczył na stanowisku dowódcy łączności 39 Dywizji Piechoty. Dostał się do niemieckiej niewoli. Przebywał w Oflagu VII A Murnau . Po uwolnieniu z niewoli wrócił do kraju i został zarejestrowany w jednej z rejonowych komend uzupełnień. W 1948 został przeniesiony w stan spoczynku.
W 1925 ożenił się, miał dwie córki: Hannę Marię (ur. 23 września 1926) i Barbarę Ludwikę (ur. 26 marca 1930).

## Ordery i odznaczenia
- Krzyż Srebrny Orderu Wojskowego Virtuti Militari nr 5913[3][24][25] – 17 maja 1922[26]
- Krzyż Niepodległości – 12 marca 1931 „za pracę w dziele odzyskania niepodległości”[27][28][29][30]
- Krzyż Walecznych[31][25][32]
- Złoty Krzyż Zasługi – 10 listopada 1928 „w uznaniu zasług położonych w poszczególnych działach pracy dla wojska”[33][25]
- Medal Pamiątkowy za Wojnę 1918–1921[34]
- Medal Dziesięciolecia Odzyskanej Niepodległości[34]
- Odznaka Pamiątkowa Więźniów Ideowych[35]